# Halanthium rarifolium
Halanthium rarifolium är en amarantväxtart som beskrevs av Karl Heinrich Koch. Halanthium rarifolium ingår i släktet Halanthium och familjen amarantväxter. Utöver nominatformen finns också underarten H. r. lilacinum.